# Зграда из средине 18. века у Сремској Каменици
Зграда из средине 18. века у Сремској Каменици, налази се у Дунавској улици бр. 5 и представља непокретно културно добро као споменик културе. Надгробни споменик је изграђен од белог мермера.
Кућа је високо партерна зграда, са фасадом на којој је некада имала шест лезена, између којих је био по један двокрилни прозор са отварањем у поље и наглашеним пластичним оквиром и клупчицом.
Некада је постојао улаз у зграду са уличне стране (са десне стране, испод прозора) лучно завршен, који је касније зазидан (што је утврђено приликом обијања малтера на фасади). Садашњи улаз у кућу, такође лучно завршен, је са дворишне стране. Дворишна страна је некад имала трем са ступцима, између којих су били лучни отвори (аркаде). На двокрилним дрвеним вратима налазили су се карактеристични украси од ливеног гвожђа у облику мањих розета. Једна улична просторија засведена је полуобличастим сводом са сводним рукавцима. 
Подрум куће је засведен полуобличастим и сверним сводовима, а на једном бочном зиду је откривен мали крст и запис 1743. година, што указује на време настанка куће, која је некад имала барокни изглед.